# 埃氏擬白魚
埃氏擬白魚（学名：Alburnoides economoui）為輻鰭魚綱鯉形目雅羅魚科擬白魚屬的其中一種，分布於歐洲希臘斯佩耳刻俄斯河流域，本魚鼻子圓錐形，略尖，吻長短於眼徑；口末端，背鰭通常具8條分枝條，臀鰭通常有13條分枝，側線鱗42-47枚，腹鰭起點大約在胸鰭起點和臀鰭起點之間的中間，或稍靠近臀鰭起點，尾鰭分叉，體長可達8.7公分，棲息在水質清澈、流動快速、礫石底質的河川底中層水域，生活習性不明。

## 扩展阅读
維基物種上的相關：埃氏擬白魚